# Eureka, California
Eureka là thành phố, (tiếng Hy Lạp có nghĩa: Tôi tìm ra rồi), quận lỵ quận Humboldt, tây bắc tiểu bang California. Đây là một thành phố cảng bên vịnh Humboldt. Thành phố này được thành lập năm 1856. Ngoài hoạt động cảng ra, thành phố này cũng là một trung tâm du lịch, đánh cá.